# 오 (불교)
오(傲) 또는 오만(傲慢)은 다음의 분류, 그룹 또는 체계의 한 요소이다.
- 모든 번뇌를 근본번뇌와 수번뇌로 나눌 때 수번뇌에 속한다.
- 부파불교의 설일체유부의 번뇌론에서 설정한 19가지 수번뇌와 대승불교의 유식유가행파의 번뇌론에서 설정한 20가지 수번뇌에 속하지 않은 수번뇌이다.

《유가사지론》 제89권에 따르면, 오(傲)는 심불겸경(心不謙敬) 즉 모든 존중해야 할 이와 복전(福田)에 대해 겸손하지 않고 공경하지 않는 마음을 말한다. 복전(福田)은 여래 · 부처 · 비구 · 부모와 같이 공양을 받을 만한 이에게 공양하면 복이 되는 것이, 마치 농부가 밭에 씨를 뿌려 다음에 수확하는 것과 같으므로 복전이라 한다.
《법온족론》 제9권 〈16. 잡사품(雜事品)〉에 따르면, 오(傲)는 다음의 마음작용 또는 행위들을 통칭한다.
- 마땅히 공양해야 할 이[應供養]를 공양하지 않는 것
- 마땅히 공경해야 할 이[應恭敬]를 공경하지 않는 것
- 마땅히 존중해야 할 이[應尊重]를 존중하지 않는 것
- 마땅히 찬탄해야 할 이[應讚歎]를 찬탄하지 않는 것
- 마땅히 문안해야 할 이[應問訊]를 문안하지 않는 것
- 마땅히 예배해야 할 이[應禮拜]를 예배하지 않는 것
- 마땅히 받들어 맞아야 할 이[應承迎]를 받들어 맞이하지 않는 것
- 마땅히 청하여 앉혀야 할 이[應請坐]를 청하여 앉히지 않는 것
- 마땅히 길을 양보해야 할 이[應讓路]에게 길을 양보하지 않는 것
- 이러한 것들에서 나타나는 겸손하지 않은 마음
- 이러한 것들에서 나타나는 몸과 마음의 오만과 방종

## 같이 보기
- 만(慢)

## 참고 문헌
- 목건련 지음, 현장 한역, 송성수 번역 (K.945, T.1537). 《아비달마법온족론》. 한글대장경 검색시스템 - 전자불전연구소 / 동국역경원. K.945(24-1091), T.1537(26-453). |title=에 외부 링크가 있음 (도움말)
- 미륵 지음, 현장 한역, 강명희 번역 (K.614, T.1579). 《유가사지론》. 한글대장경 검색시스템 - 전자불전연구소 / 동국역경원. K.570(15-465), T.1579(30-279). |title=에 외부 링크가 있음 (도움말)
- 운허.  동국역경원 편집, 편집. 《불교 사전》. |title=에 외부 링크가 있음 (도움말)
- (영어) DDB. 《Digital Dictionary of Buddhism (電子佛教辭典)》. Edited by A. Charles Muller. |title=에 외부 링크가 있음 (도움말)
- (중국어) 목건련 조, 현장 한역 (T.1537). 《아비달마법온족론(阿毘達磨法蘊足論)》. 대정신수대장경. T26, No. 1537, CBETA. |title=에 외부 링크가 있음 (도움말)
- (중국어) 미륵 조, 현장 한역 (T.1579). 《유가사지론(瑜伽師地論)》. 대정신수대장경. T30, No. 1579. CBETA. |title=에 외부 링크가 있음 (도움말)
- (중국어) 佛門網. 《佛學辭典(불학사전)》. |title=에 외부 링크가 있음 (도움말)